# Tatort: Adams Alptraum
Adams Alptraum ist ein Fernsehfilm aus der Kriminalreihe Tatort der ARD, des SRF und des ORF. Der Film des Saarländischen Rundfunks wurde am 26. Januar 2014 erstmals ausgestrahlt. Es handelt sich um die 897. Tatort-Folge. Für Kriminalhauptkommissar Jens Stellbrink (Devid Striesow) ist es der dritte Fall. Unterstützt wird er von der Kriminalhauptkommissarin Lisa Marx (Elisabeth Brück) und dem Kriminaltechniker Horst Jordan (Hartmut Volle). Die drei arbeiten der Staatsanwältin Nicole Dubois (Sandra Steinbach) zu.

## Handlung
Der überaus beliebte Kinder-Schwimmtrainer Sven Haasberger wird nach einer Preisübergabe auf dem St. Johanner Markt von einer Bande vermummter Schläger niedergeprügelt. Das Auto des Trainers wurde mit dem Wort Kinder-Ficker besprüht, auch wird eine E-Mail zugespielt, die ein Treffen Haasbergers mit einem Jungen vorplant. Eine Befragung der Eltern, Kinder sowie Lebensgefährtin, Ex-Frau und Tochter bringt wenig Ergebnisse für die Kommissare. Eine Aussage eines Kindes gegen Haasberger in Richtung Pädophilie stellt sich als falsch heraus. Haasberger stirbt auf der Intensivstation. 
Anhand der Schuhe kann ein „Vermummter“ identifiziert werden: Jonas. Dieser flieht mit seinem kleinen Bruder Ben auf einen Campingplatz und möchte einen begonnenen Chat löschen lassen. Abends wird er von einer Person niedergeprügelt. Im Krankenhaus gibt Jonas zu, die Gewalttat gegen Haasberger initiiert zu haben, wollte jenen aber nicht umbringen lassen. 
Kommissar Stellbrink probiert einen Trick: Er wird auf einer Webseite selbst als Kinderschänder inszeniert und soll so die Schlägerbande anlocken. Nach einem misslungenen Versuch vor dem Hauptbahnhof kann die Meute in einem Bus dingfest gemacht werden. In einem Rückblick wird klar, dass die E-Mails von Haasbergers Tochter Anna stammen. Sie wollte seinen Ruf ruinieren, da sie zu wenig Aufmerksamkeit von ihm bekam. Unerwartet geriet alles außer Kontrolle.

## Produktionsnotizen
Gedreht wurde die Tatort-Folge „Adams Alptraum“ vom 4. April bis 2. Mai 2013 in Saarbrücken und Umgebung.
Die Tatort-Folge ist eine Produktion der ProSaar Medienproduktion für den Saarländischen Rundfunk und ARD Degeto.
Die Uraufführung war am 24. Januar 2014 beim Filmfestival Max Ophüls Preis.

## Rezeption

### Einschaltquoten
Die Erstausstrahlung von Adams Alptraum am 26. Januar 2014 wurde in Deutschland von insgesamt 9,5 Millionen Zuschauern gesehen und erreichte einen Marktanteil von 25 % für Das Erste.

### Kritiken
Die Kritiken waren durchwachsen:
Der B.Z. war der Tatort „etwas aus dem Ruder gelaufen“. Der Stern erwähnte, das Team schaffe es Spaß und Ernst zu kombinieren.